# Dorcus Inzikuru
Dorcus Inzikuru, född 2 februari 1982, är en ugandisk friidrottare (hinderlöpare). 
Dorcus Inzikurus namn stavas ibland Docus på grund av ett fel i hennes pass. Inzikuru tog Ugandas första guldmedalj i friidrott när hon vid VM i Helsingfors vann 3 000 meter hinder. Året efter vann hon samma distans vid samväldesspelen.  Inzikurus ugandiska rekord på 3 000 meter hinder lyder 9.15,04 och sattes i Aten 2005.